# Mixmania 3
Mixmania3 est une émission de télévision québécoise animée par Julie St-Pierre, animatrice à la radio NRJ et ancienne participante de la première version de Mixmania, en 2002. Mixmania 3 est diffusé sur VRAK.TV du 29 mars au 31 mai 2012.

## L'émission

### Présentation
Durant 10 semaines, 8 adolescents, quatre garçons et quatre filles de 12 à 17 ans, apprennent les secrets du monde du spectacle et reçoivent les enseignements et conseils de plusieurs professionnels de l'industrie.

### Les auditions
Du 19 décembre au 8 janvier, 4653 jeunes de 12 à 17 ans ont soumis leur candidature en espérant devenir l’un des huit prochains participants de Mixmania3. Ce nombre record correspond à plus du double des candidatures reçues lors de la deuxième édition de l’émission, diffusée l’hiver dernier.
Environ 160 candidats ont été retenus pour passer des auditions à Montréal (18 et 19 janvier) et à Québec (21 et 22 janvier). De ce nombre, 30 ont été choisis pour une seconde audition qui a eu lieu à Montréal le 28 janvier. Par la suite, 12 d’entre eux ont été sélectionnés en tant que finalistes. Le public devait voter parmi ces finalistes afin de choisir 4 filles et 4 garçons qui allaient prendre part à l’aventure. Les gens pouvaient voter une fois par jour du 10 au 29 février sur le site officiel de l'émission. Plus de 115 000 votes ont été enregistrés,.

### Les finalistes
Voici la liste des 12 jeunes qui étaient finalistes pour participer à Mixmania 3  :
- Alyssa Hajj Assaf, 14 ans (Rosemère)
- Amélie St-Onge, 17 ans (La Prairie)
- Amélie Schinck, 15 ans (Saint-Hubert)
- Audrey De Coene, 17 ans (Mascouche)
- Émilie Ouellette, 17 ans (Saint-Jérôme)
- Rosalie Filion-Theriault, 14 ans (Rivière-du-Loup)

- Benjamin Nadeau, 15 ans (Saint-Étienne-de-Lauzon)
- David Klemencsics Bibeau, 15 ans (Repentigny)
- Gabriel Forest-Bergeron, 14 ans (Lorraine)
- Maxime-Olivier Potvin, 15 ans (La Prairie)
- William Cloutier, 16 ans (Victoriaville)
- Jules Bonneville Coulombe, 13 ans  (Sherbrooke)

### Les participants
Le vote étant terminé, les 8 participants de Mixmania3 sont maintenant dévoilés. Voici donc le résultat des votes du public:
Les 4 garçons:
- Benjamin Nadeau, 15 ans (Saint-Étienne-de-Lauzon)
- Gabriel Forest-Bergeron, 14 ans (Lorraine)
- Maxime-Olivier Potvin (MOP), 15 ans (La Prairie)
- William Cloutier, 16 ans (Victoriaville)

Les 4 filles:
- Amélie St-Onge, 17 ans (La Prairie)
- Audrey De Coene, 17 ans (Mascouche)
- Émilie Ouellette, 17 ans (Saint-Jérôme)
- Rosalie Filion-Theriault, 14 ans (Rivière-du-Loup)

### Les groupes
Contrairement aux années précédentes où les 2 groupes étaient divisés par sexe, cette année les 2 groupes sont mixtes, soit 2 garçons et 2 filles dans chaque groupe. Le but de l'émission n'est donc plus une compétition entre les 2 sexes, mais bien entre les 2 groupes mixtes.
All Stars:
- Audrey De Coene
- Benjamin Nadeau
- Émilie Ouellette
- Maxime-Olivier Potvin

Heart Beat: Équipe gagnante
- Amélie St-Onge
- Gabriel Forest-Bergeron
- Rosalie Filion-Theriault
- William Cloutier

### Chansons
La chanson thème de Mixmania3 a pour titre Mixmaniaque. Elle est interprétée par Peya & Julie St-Pierre (l'animatrice de l'émission). Un vidéoclip de la chanson thème a été réalisé et peut être visionné sur le site officiel de l'émission . Au début de l'aventure, les 8 participants de Mixmania3 ont enregistré leur propre version de la chanson thème et ont également réalisé un vidéoclip. Cette chanson parle de 8 jeunes qui fonce vers leur rêve.
La première chanson s'intitule Sans Mot. Le public a choisi que cette chanson soit interprétée par le groupe All Stars (Audrey, Benjamin, Émilie & MOP). Un vidéoclip a été réalisé par le groupe et est disponible sur le site officiel de l'émission. Cette chanson parle d'un adolescent qui est amoureux mais n'ose pas l'exprimer.
La deuxième chanson s'intitule Prêt pour le party. Elle est interprétée par le groupe Heart Beat (Amélie, Gabriel, Rosalie & William). Un vidéoclip a été réalisé par le groupe et est disponible sur le site officiel de l'émission. Cette chanson parle d'un vampire proposant à des jeunes de les changer en vampires également et de devenir des immortels.
La troisième chanson s'intitule Sur ton épaule. C'est la chanson du duo. Le public a choisi un duo de chanteur pour cette chanson soit un gars et une fille (William et Émilie). De plus, les gens ont voté pour un duo de danseur (Amélie et Maxime-Olivier). Les danseurs accompagneront les chanteurs et feront une chorégraphie montée par Jessica Lallito au spectacle final de la saison, le 27 mai. Un aperçu de cette chorégraphie est présente dans le vidéoclip de la chanson. Il est disponible en visionnement sur le site officiel de l'émission. Cette chanson parle d'un couple heureux d'être ensemble.
La quatrième chanson s'intitule Très haut. Elle est interprétée par le groupe All Stars (Audrey, Benjamin, Émilie & Maxime-Olivier). C'est donc la deuxième chanson pour le groupe jusqu'à ce jour. Le vidéoclip de la chanson est disponible sur le site officiel de l'émission. Cette chanson parle de l'intimidation dans les écoles secondaires.
La cinquième chanson s'appelle Vivant. Elle est interprétée par le groupe Heart Beat (Amélie, Gabriel, Rosalie & William). Un vidéoclip a été réalisé par le groupe et est disponible sur le site officiel de l'émission. Cette chanson parle de jeunes qui se font réprimander pour leur trop plein d'énergie.
La dernière chanson s'intitule Quelque chose de toi. Elle est chantée et dansée par les huit participants. Un vidéoclip, tourné au Vieux-Port de Montréal, est disponible sur le site de l'émission. Cette chanson parle des 8 participants qui gardent les liens même après la fin de l'aventure.
Une des deux chansons inédites s'intitule Les gaspilleurs de temps. Elle est chantée par le groupe All Stars (Audrey, Émilie, Maxime-Olivier et Benjamin). Il n'y a pas de vidéoclip ni de chorégraphie sur cette chanson puisqu'elle est inédite et est seulement disponible sur leur album. Cette chanson parle d'une personne qui utilise son ami pour, par exemple, se faire passer pour le coupable a sa place, qui ne lui donne pas le droit de parole, etc.
La deuxième chanson inédite s'intitule Juste au cas. Chantée par Heart Beat (Amélie, Rosalie, Gabriel et William), elle est inédite comme la première, donc n'est pas accompagnée d'une chorégraphie. Cette chanson parle d'un jeune qui est amoureux d'un autre.
Toutes les chansons ont été écrites par Peya et composées par Louis Côté. Ces chansons se retrouverons sur l'album officiel de Mixmania 3, qui sera en vente le 5 juin prochain. En attendant la sortie de l'album, les gens peuvent écouter en intégralité les chansons sur le site officiel de l'émission. Au fil des semaines, elles sont ajoutées après avoir été entendues pour la première fois à l'émission. À noter que chaque chanson est accompagnée d'une chorégraphie. Sans oublier les deux autres chansons inédites, les gaspilleurs de temps et juste au cas.

### Invités
De nombreux artistes du monde québécois seront invités dans l'émission, afin de leur parler du showbiz qu'ils doivent connaître.
- Semaine 1 : Les participants de Mixmania 2, Chéli Sauvé-Castonguay, Rej Laplanche et Joël Legendre
- Semaine 2 : Stéphane Bellavance et les percussionnistes de Samajam
- Semaine 3 : Herby Moreau
- Semaine 4 : Philippe Laprise et DJ Shortcut
- Semaine 5 : Joey Scarpellino, Mitsou et Joël Legendre
- Semaine 6 : Étienne Boulay
- Semaine 7 : Brigitte Boisjoli et Joël Legendre
- Semaine 8 : Louis Morissette
- Semaine 9 : Martin Matte

Joël Legendre agit également pour cette édition comme metteur en scène. Son rôle consiste à visiter les jeunes à quelques reprises afin de les conseiller et les guider dans la préparation du spectacle final.

### Les votes
Chaque semaine, le public est appelé à voter pour influencer le cours de l'émission.
- Semaine 1 : Choisir le gars et la fille que tu voudrais comme porte parole de Mixmania 3. (Gars: William Cloutier et Fille: Émilie Ouellette)
- Semaine 2 : Choisir le groupe qui aura la chance d'interpréter la première chanson qui s'intitule Sans Mot. (Équipe Verte:  Audrey De Coene, Émilie Ouellette, Maxime-Olivier Potvin & Benjamin Nadeau)
- Semaine 3 : Choisir le nom de chacun des groupes parmi les suggestions proposées. (Équipe Verte: All Stars et Équipe Orange: Heart Beat)
- Semaine 4 : Choisir 4 participants qui formeront un duo de chanteurs et un duo de danseurs. (Chant: Gars: William Cloutier et Fille: Émilie Ouellette,Danse: Gars: Maxime-Olivier Potvin et Fille: Amélie St-Onge)
- Semaine 5 : Choisir la pochette du prochain CD de Mixmania parmi les quatre proposées. (Pochette numéro 3)
- Semaine 6 : Choisir quel sera le prix final LMFAO à New York ou Céline Dion à Las Vegas. (Céline Dion à Las Vegas)

- Semaine 7 : Choisir deux Mix qui pourront suivre un cours de rattrapage de danse ou de chant avec un professeur particulier.(Rosalie & Benjamin)
- Semaine 8 : Choisis, parmi les 8 Mix, celui ou celle qui devrait remporter le prix personnalité Mixmania présenté par Consignaction? (William)
- Semaine 9 : Choisir le groupe gagnant de l'aventure Mixmania 3, entre All Stars et Heart Beat. (Heart Beat)

## Appartement et vie quotidienne
Les huit participants habitent tous dans un seul et même appartement qui est surnommé le chalet selon les mix de Mixmania 3 dans la ville de Montréal. Les filles dorment dans la même chambre et les garçons également. La personne qui leur prépare de la nourriture et qui s'occupent d'eux (mais pas dans l'émission) est une « nounou » qui est un peu comme leur « deuxième mère ». Durant leur participation à l'émission, les jeunes bénéficient aussi des services d'une enseignante et tutrice pour poursuivre leurs travaux scolaires.

### Webémission et site Web
Encore cette saison, la webémission est diffusée en direct le jeudi à 18 h, sur le site Web de VRAK TV, immédiatement après la diffusion originale de l'émission sur les ondes de VRAK.TV. Les fans de la série peuvent soumettre leurs questions aux participants à propos de ce qu'ils vivent dans l'émission ou sur leur vie personnelle. Après seulement une semaine passée depuis le début de l'aventure, c'est plus de 2 000 personnes qui ont soumis leurs questions via le Web pour la 2e webémission de la saison.
En plus du vote hebdomadaire et de la webémission, le site Web de Mixmania propose toujours une expérience interactive sans précédent. Lors de la diffusion originale de l'émission en ondes et de la webémission, les jeunes peuvent également participer à un clavardage simultané (chat & watch). Des vidéos exclusives, filmées par les participants et la production, ainsi que le journal du participant peuvent être consultés, afin de connaître les coulisses de l'émission.

### Application pour iPod touch
Depuis le 10 mai 2012, une application Mixmania est disponible sur les plateformes iPod touch et iPhone. Celle-ci inclut la possibilité de danser sur des chansons de la saison 2 et de la saison 3 de Mixmania, en plus d'offrir une version karaoké. L'application a été produite par Zone 3 et développée par Turbulent.